# Trichopterna
Trichopterna es un género de arañas araneomorfas de la familia Linyphiidae. Se encuentra en la zona paleártica y Tanzania.

## Lista de especies
Según The World Spider Catalog 12.0:
- Trichopterna cito (O. Pickard-Cambridge, 1872)
- Trichopterna cucurbitina (Simon, 1881)
- Trichopterna grummi Tanasevitch, 1989
- Trichopterna krueperi (Simon, 1884)
- Trichopterna loricata Denis, 1962
- Trichopterna lucasi (O. Pickard-Cambridge, 1875)
- Trichopterna macrophthalma Denis, 1962
- Trichopterna rotundiceps Denis, 1962
- Trichopterna seculifera Denis, 1962